# Сярско българско девическо класно училище
Сярското българско девическо класно училище е учебно заведение, съществувало в град Сяр, Османската империя в края на XIX - началото на XX век.

## Дейност
Паралелно с педагогическото училище в града за кратко просъществува и девическо училище. През учебната 1896 - 1897 година се разкрива първи клас към девическото училище с 19 ученички. Учителки и надзирателки в училището и пансиона към него са Султана Стамбулджиева от Велес и основната учителка Деспина Каневчева. Постепенно то се въздига до трикласно. В 1898 – 1899 година сярското българско девическо училище е преместено от крайния квартал Каменица във Вароша. Според годишния отчет на третокласното девическо и основното смесено училище за учебната 1900/1901 година учители в него в началото на годината са Никола Бояджиев, Стоян Иванов и Никола Цицов, а учителки – Неделя Апостолова, Райна Бояджиева и Мария Попкостова. След известни размествания окончателно учители са:
| Учители в 1900/1901 година | Учители в 1900/1901 година | Учители в 1900/1901 година | Учители в 1900/1901 година | Учители в 1900/1901 година | Учители в 1900/1901 година                            |
| Номер                      | Име                        | Възраст                    | Месторождение              | Заплата                    | Образование                                           |
| -------------------------- | -------------------------- | -------------------------- | -------------------------- | -------------------------- | ----------------------------------------------------- |
| 1.                         | Никола Бояджиев            |                            | Велес                      | 80                         | арестуван и задържан                                  |
| 2.                         | Харалампи Самарджиев       | 27                         | Охрид                      | 36                         | I клас в Солунска българска мъжка гимназия            |
| 3.                         | Невена Панова              | 21                         | Търново                    | 38                         | Девическа гимназия в Търново, Френско училище в Одрин |
| 4.                         | Мария Попатанасова         | 23                         | Кавадарци                  | 38                         | Солунска българска девическа гимназия, 1892 г.        |
| 5.                         | Мария Попкостова           | 21                         | Дойран                     | 36                         | Солунска българска девическа гимназия, 1898 г.        |

В училището има 15 ученички – 2 от Сяр, 1 от Сярско, 2 от Разлога, 1 от Неврокопско, 3 от Мелнишко, 1 от Драмско, 3 от Демирхисарско, 1 от Дойранско и 1 от Солунско. Две са свещенически дъщери, 10 занаятчийски, 2 търговски и 1 надничарска. За престоя си в пансиона 12 от ученичките са стипендиантки на Екзархията. Бюджетът на училището е 321,38 лири – 228 за заплати на учители, 23,38 за заплати на прислужниците и 70 за наем, отопление и други.
Сярското българско девическо класно училище е закрито в края на учебната 1900 - 1901 година.